# Gelfand–Kirillovdimension
Inom matematiken är Gelfand–Kirillodimensionen (eller GK-dimensionen) av en högermodul M över en k-algebra A
{\displaystyle \operatorname {GKdim} =\sup _{V,M_{0}}\limsup _{n\to \infty }\log _{n}\dim _{k}M_{0}V^{n}}
där sup tas över alla ändligdimensionella delrum {\displaystyle V\subset A} och {\displaystyle M_{0}\subset M}.
En algebra säges ha polynomisk tillväxt om dess Gelfand–Kirillovdimension är ändlig.

## Grundläggande egenskaper
- Gelfand–Kirillovdimensionen av en ändligtgenererad kommutativ algebra A över en kropp är lika med Krulldimensionen av A (eller ekvivalent transcendensgraden av kroppen av fraktioner av A över baskroppen.)
- Speciellt är GK-dimensionen av polynomringen {\displaystyle k[x_{1},\dots ,x_{n}]} lika med n.
- (Warfield) För varje reellt tal r ≥ 2 finns det en ändligtgenererad algebra vars GK-dimension är r.[1]

## Inom teorin av D-moduler
Givet en högermodul M över Weylalgebran {\displaystyle A_{n}} är Gelfand–Kirillovdimensionen av M över Weylalgebran lika med M, som enligt definition är graden av Hilbertpolynomet av M. Detta möjliggör bevisandet av additivitet av Gelfand–Kirillovdimensionen i korta exakta följder och slutligen beviset av Bernsteins olikhet, som säger att simensionen av M är minst n. Detta leder till definitionen av holonomiska D-moduler som de moduler med minimal dimension n, och dessa moduler har en viktig roll i geometriska Langlands program.